# 奇對稱濾波器
奇對稱濾波器（英語：Odd Symmetric Filters）可凸顯高頻信號，常運用於下列計算。

## 微分
{\displaystyle {\begin{cases}\ H(f)=j2\pi f&\\\ H(f)=H(f+f_{s})&\end{cases}}}
，{\displaystyle -f_{s} \over 2}{\displaystyle <f<}{\displaystyle f_{s} \over 2}

## 差分
可以視為簡易型的微分
{\displaystyle x_{1}[n]=x[n]*h[n]=x[n+1]-x[n]}
{\displaystyle {\begin{cases}\ h[n]=1&n=-1\\\ h[n]=-1&n=0\\\ h[n]=0&otherwise\end{cases}}}

{\displaystyle H(F)=j2\pi e^{j\pi F}sin(\pi F)}

差分和微分的運算只有在低頻的時候才會相等

## 離散希爾伯特轉換
{\displaystyle {\begin{cases}\ H(F)=-j&0<F<0.5\\\ H(F)=j&-0.5<F<0\end{cases}}}
{\displaystyle H(F)=H(F+1)}
當 n為奇數，h[n] = {\displaystyle 2 \over \pi n}
當 n為偶數，h[n] = 0
應用
1. 解析函數
2.分析瞬時頻率
3.偵測邊緣

## 偵測邊緣
1.{\displaystyle h[n]=-h[-n]}
2.{\displaystyle |h[n_{1}]\leq |h[n_{2}]|}， 若 {\displaystyle |n_{1}|>|n_{2}|}

差分和離散希爾伯特轉換也可以做到邊緣偵測
1.任何能量隨著｜n｜遞減的奇函數，都可以做到邊緣偵測
2. 做邊緣偵測的濾波器也是一種匹配濾波器